# Омрі Ронен
Омрі Ронен (англ. Omry Ronen, івр. עומרי רונן, ім'я при народженні — Імре Сереньї, угор. Szörényi Imre; 12 липня 1937, Одеса, УРСР, СРСР — 1 листопада 2012, Анн-Арбор, США) — ізраїльський та американський філолог-славіст.

## Життєпис
Народився 12 липня 1937 року в Одесі. Його батьком — угорський біохімік Еммеріх (Імре) Сереньї (1905; Вагмеденц, Австро-Угорщина — 1959; Будапешт, Угорщина), який від 1933 року жив у СРСР. З боку матері, Броніслави Шраєр, доводиться троюрідним братом письменнику Давиду Шраєру-Петрову та хірургу Теодору Шраєру. Ще до війни сім'я переїхала до Києва, куди знову повернулася з евакуації з Уфи 1944 року, а в січні 1950 року поїхала в Будапешт. Того ж року батька направлено на наукову конференцію до Києва, де він тяжко захворів, і вся сім'я залишалася в СРСР до січня 1953 року, після чого повернулася в Угорщину.
1954 року Імре Сереньї вступив на відділення фізики Будапештського університету, але через рік перевівся на гуманітарний факультет, де серед іншого відвідував лекції Дьйордя Лукача. Брав участь у революційних подіях 1956 року та в лютому 1957 року втік до Югославії. У травні 1957 року поїхав до Ізраїлю, де змінив ім'я на Омрі Ронен і вступив до Єврейського університету, який закінчив 1965 року зі ступенем бакалавра мистецтв у галузі англійської словесності та індоєвропейського мовознавства. Того ж року переїхав до Волтема — у відділенні біохімії Брандейського університету працювала його мати, біохімік Броніслава Сереньї (Bronislava Szörényi, Ph.D.).
1968 року закінчив аспірантуру Гарвардського університету, в 1970—1971 роках викладав у Єльському університеті, потім повернувся до Ізраїлю. В Ізраїлі займався викладацькою та видавничою діяльністю. У 1975—1976 та 1977—1978 роках працював у Єльському університеті як запрошений доцент, у 1984—1985 роках читав кілька курсів у Гарвардському університеті. Від 1985 року жив у місті Анн-Арбор, де викладав у університеті Мічигану.
Статті Омрі Ронена в галузі історії та поетики російської літератури надруковано в російських збірниках та журналах «Літературний огляд» та «Новий літературний огляд»; у журналі «Зірка» вів рубрику «З міста Енн». У Росії видано його книги «Срібний вік як умисел і вигадка» (рос. Серебряный век как умысел и вымысел), «Поетика Осипа Мандельштама», «З міста Енн» (рос. Из города Энн), «Шрам», «Чужолюбство» (рос. Чужелюбие), «Заголовки» (рос. Заглавия). Лауреат премії журналу «Зірка» за 2002 рік.

## Особисте життя
Дружина — літературознавиця Ірена Ронен, сестра ізраїльського філолога М. Я. Вайскопфа.